# 小行星9812
小行星9812（9812 Danco）是一颗绕太阳运转的小行星，为主小行星带小行星。该小行星于1998年9月18日发现。

## 轨道参数
小行星9812的轨道半长轴为2.2646250 UA，离心率为0.132。